# Красноармійське сільське поселення (Торбеєвський район)
Красноармі́йське сільське поселення (рос. Красноармейское сельское поселение) — муніципальне утворення у складі Торбеєвського району Мордовії, Росія. Адміністративний центр — селище Красноармійський.

## Історія
Станом на 2002 рік існували Красноармійська сільська рада (села Верхня Рахманка, Решетино, присілки Засіцьке, Самозванка, селище Красноармійський) та Мордовсько-Юнкинська сільська рада (села Мордовські Юнки, Мохова Рахманка, присілок Семеновка).
17 травня 2018 року Мордовсько-Юнкинське сільське поселення було ліквідоване, територія приєднана до складу Красноармійського сільського поселення.

## Населення
Населення — 876 осіб (2019, 1199 у 2010, 1485 у 2002).

## Склад
До складу поселення входять такі населені пункти:
| Населений пункт          | Населення, осіб (2002) | Населення, осіб (2010) |
| ------------------------ | ---------------------- | ---------------------- |
| Верхня Рахманка, село    | 9                      | 3                      |
| Засіцьке, присілок       | 4                      | 0                      |
| Красноармійський, селище | 854                    | 686                    |
| Мордовські Юнки, село    | 489                    | 456                    |
| Мохова Рахманка, село    | 41                     | 25                     |
| Решетино, село           | 64                     | 16                     |
| Самозванка, присілок     | 7                      | 4                      |
| Семеновка, присілок      | 17                     | 9                      |